# صلاح البندر
الدكتور صلاح البندر (مواليد 1955) مواطن بريطاني من أصل سوداني معروف لدوره في الكشف عن فضيحة البندر في البحرين. كان البندر يعمل مستشارا للتخطيط الاستراتيجي في الديوان الملكي البحريني من يناير 2002 ثم أعير إلى وزارة شؤون مجلس الوزراء في يناير 2006. في 13 سبتمبر 2006 تم اعتقاله وترحيله إلى لندن من قبل مسؤولي الأمن البحريني بعد قيامه بتوزيع تقرير يكشف عن مؤامرة لقمع الشيعة في البحرين الذين يشكلون الغالبية العظمى من السكان. أشير إلى الفضيحة باسمه. يشغل البندر أيضا منصب الأمين العام لمنظمة مواطن: مركز الخليج للتنمية الديمقراطية وهي منظمة غير حكومية مسجلة في لندن.

## الفضيحة
تلقى الدكتور البندر البالغ من العمر وقتها الثانية والخمسون عاما وهو مسلم سني مكالمات في مارس 2006 من مسئولون سنيون في حكومة البحرين يعربون عن قلقهم إزاء حملة منظمة لإثارة التوترات داخل الحكومة والمجتمع البحريني. بدأ البندر التحقيق في اتهامات بمساعدة المحاسبين والمخبرين الحكوميين.

## التقرير
في أوائل سبتمبر 2006 قدم تقرير مكون من 940 صفحة لمستشاري الملك حمد بن عيسى بن سلمان آل خليفة ورئيس الوزراء خليفة بن سلمان بن حمد آل خليفة فضلا عن السفارات الغربية ووسائل الإعلام. يشير التقرير إلى مؤامرة سرية ل«سلب جزء أساسي من حقوق السكان الشيعة».

## سياسة المملكة المتحدة
شغل منصب عضو في مجلس مدينة كامبريدج عن حزب الديمقراطيين الليبراليين من 2008 إلى 2012. ترك حزب الديمقراطيين الأحرار في عام 2015.